# (505448) 2013 SA100
2013 أس أي 100 (ويعرف أيضًا باسم (505448) 2013 أس أي 100 وفق تسمية الكوكب الصغير) (بالإنجليزية: 2013 SA100)‏ هو كويكب ضمن حزام الكويكبات؛ وترتيبه 505448 من حيث الاكتشاف.
اكتُشف هذا الجُرم الفلكي بواسطة Outer Solar System Origins Survey ‏ في 2013.

## وصلات خارجية
- (505448) 2013 SA100 في قاعدة بيانات مختبر الدفع النفاث لأجرام النظام الشمسي الصغيرة

- الاكتشاف · مخطط المدار ·  العناصر المدارية · المعلمات المادية

- (505448) 2013 SA100 على موقع ويكي سكاي: DSS2, SDSS, GALEX, IRAS, Hydrogen α, X-Ray, Astrophoto, Sky Map, Articles and images

قالب:الكواكب الصغيرة: 505001–506000